# Erissoides
Erissoides Mello-Leitão, 1929 è un genere di ragni appartenente alla famiglia Thomisidae.

## Distribuzione
Le tre specie note di questo genere sono diffuse in Brasile e Argentina

## Tassonomia
Non sono stati esaminati esemplari di questo genere dal 1949.
A giugno 2014, si compone di tre specie:
- Erissoides argentinus Mello-Leitão, 1931 — Argentina
- Erissoides striatus Mello-Leitão, 1929[2] — Brasile
- Erissoides vittatus Mello-Leitão, 1949 — Brasile